# 和平街道 (高碑店市)
和平街道，是中华人民共和国河北省保定市高碑店市下辖的一个乡镇级行政单位。

## 行政区划
和平街道下辖以下地区：
高二村、高一村、高三村、东马村河村、西马村河村、南虎贲驿村、北虎贲驿村、南方中村、北方中村、栗各庄村、三丈村、三丈辛庄村、三丈铺村、黄辛庄村、顺河庄村、曹庄村和阎家务村。